# Cairo (Illinois)
Cairo ist eine Stadt im Alexander County im US-Bundesstaat Illinois und dessen County Seat. Das U.S. Census Bureau hat bei der Volkszählung 2020 eine Einwohnerzahl von 1.733 ermittelt.
Die Aussprache des Namens, ˈkeɪɹoʊ, weicht von der englischen Aussprache für Kairo ab. Cairo ist eine der wenigen Städte in Illinois, die durch Dämme geschützt sind.

## Geschichte

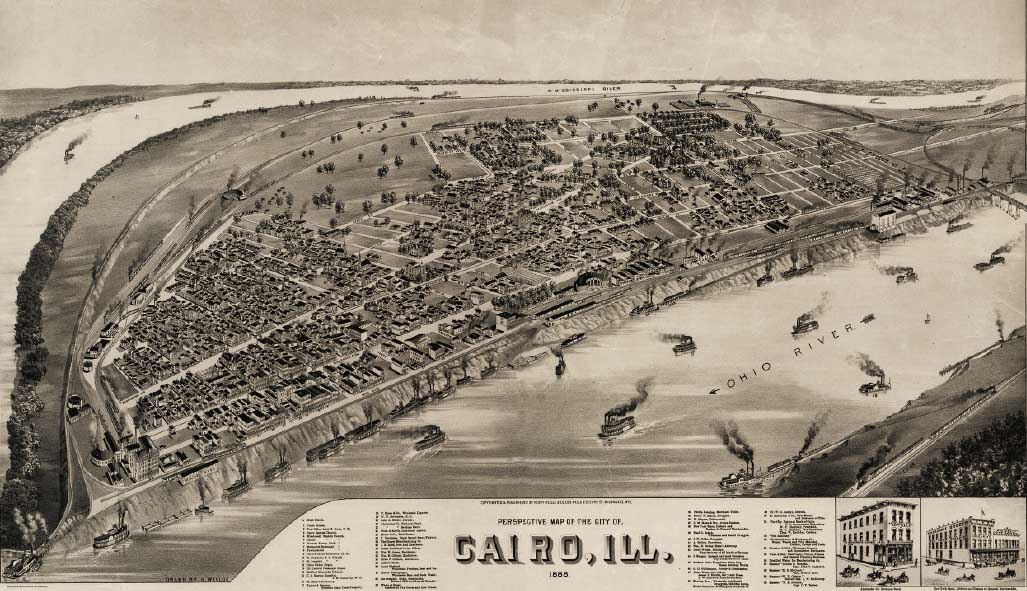
Cairo um 1885

Ein früher Versuch der Besiedlung war 1818 fehlgeschlagen und so wurde Cairo 1837 durch die Cairo City and Canal Company gegründet. Während der ersten fünfzehn Jahre verlief die Entwicklung langsam, der Verkauf von Grundstücken begann 1853 zur Fertigstellung der Illinois Central Railroad, wodurch verstärkt Siedler angelockt wurden. 1858 erfolgt die Erhebung zur City und 1860 überschritt die Einwohnerzahl die Marke von 2000 Bewohnern.
Im 19. Jahrhundert war Cairo ein wichtiger Hafen für Dampfschiffe und hatte sogar ein eigenes Zollhaus, das inzwischen in ein Museum umgewandelt worden ist. Dieses damals wichtige Bauwerk wurde durch Alfred B. Mullett entworfen und ist eines von nur sieben heute noch existierenden Gebäuden seiner Art. Während des Sezessionskrieges war Cairo von hoher strategischer Bedeutung und im Verlaufe des Bürgerkrieges schlugen sowohl Ulysses S. Grant als auch Andrew Hull Foote hier ein Hauptquartier auf.

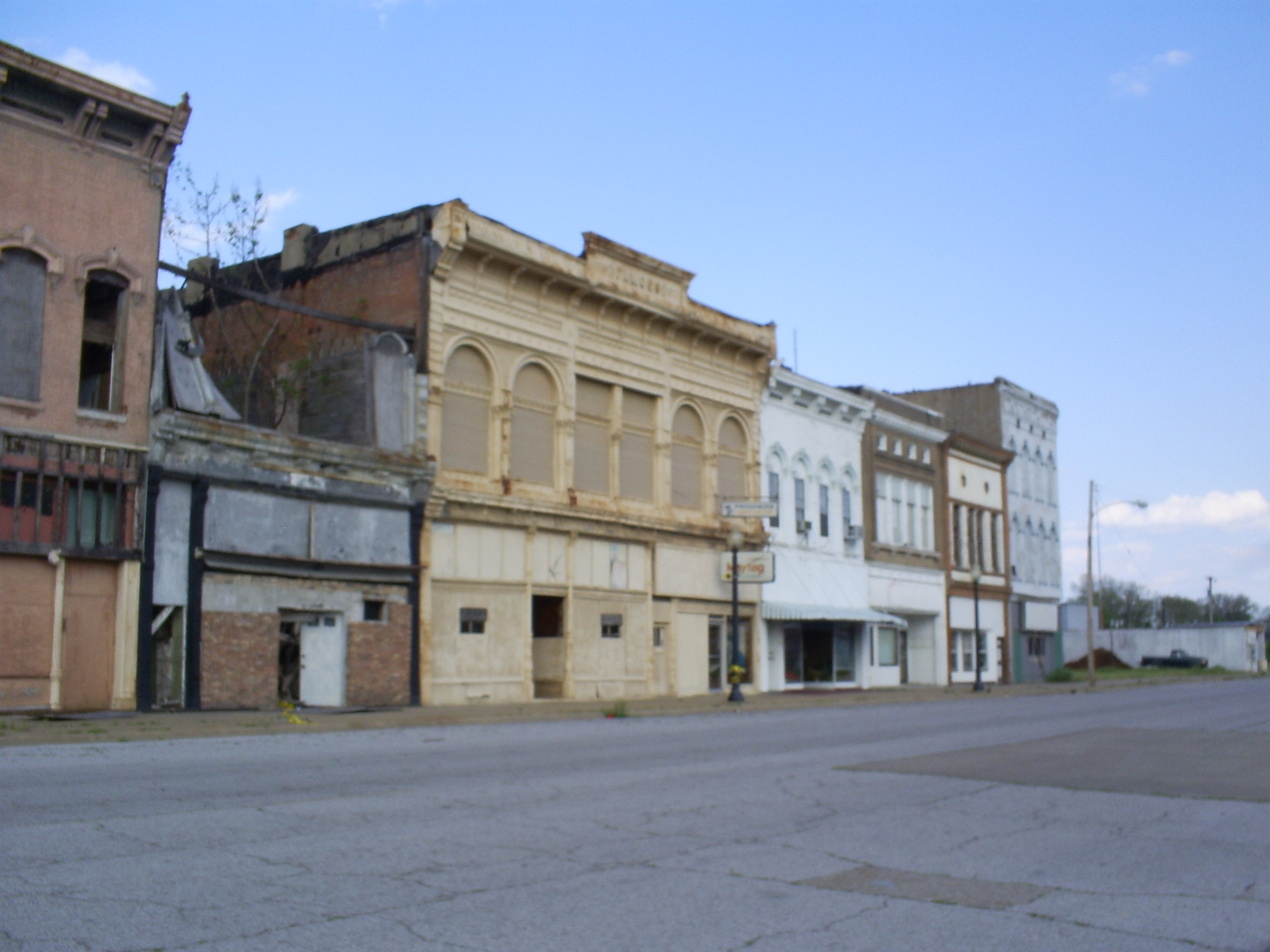
Verlassene Häuserzeilen

Innerhalb des Stadtgebietes liegen einige erstklassige Beispiele der Architektur des ausgehenden 19. und frühen 20. Jahrhunderts einer prosperierenden Gemeinschaft, darunter Magnolia Manor und Riverlore Mansion. Ein Großteil der Stadt, einschließlich des Verfalls preisgegebener Stadtviertel, ist im National Register of Historic Places eingetragen.
Seit den 1920er Jahren hat die Bevölkerung ständig abgenommen: 1920: 15.203; 1940: 14.407; 1950: 12.123; 2010: 2831. Bei der Volkszählung von 2020 waren es zum ersten Mal seit 1860 weniger als 2000 Einwohner. Es gibt Bemühungen den Trend zu stoppen und Cairos architektonische Landmarken zu erneuern, um damit Touristen und neue Möglichkeiten in die Stadt zu bringen.
1969 erlebte Cairo ausgedehnte Rassenunruhen. Die United States National Guard wurde eingesetzt, um die Ordnung wiederherzustellen. Schwarze Bürgerrechtsgruppen riefen zu Boykottaktionen gegen Geschäfte weißer Eigentümer auf. Inzwischen hat Cairo diese Spannungen langsam überwunden.
Andere schwerwiegende Probleme in der Stadt sind Armut, Teenagerschwangerschaften, schlechte Bildung, Arbeitslosigkeit und mangelnde Gesundheitsversorgung.

## Schulen
Die Stadt gehört zum Schulbezirk Cairo Unit School District 1. Nach Hochrechnungen des Census Bureaus ist in diesem Schulbezirk die Rate der Kinder, die unterhalb der Armutsgrenze leben, mehr als 60 % und damit die höchste in Illinois. Innerhalb der Vereinigten Staaten liegt der Bezirk an 15. Stelle.
Es gibt zwei Grundschulen in Cairo, Bennett Elementary School und Emerson Elementary School. Schüler der Mittelschulen und Oberschulen besuchen gemeinsam die Cairo Junior/Senior High School.

## Geographie
Cairo befindet sich am Zusammenfluss von Mississippi River und Ohio River und ist damit die südlichste und niedrigst gelegene Stadt des Bundesstaats Illinois. Die Flüsse treffen bei Fort Defiance zusammen, einer Festung aus dem Bürgerkrieg, die unter dem Befehl von General Ulysses S. Grant stand.
Durch die Lage Cairos auf einer Halbinsel zwischen beiden Flüssen werden die beiden benachbarten Bundesstaaten Missouri und Kentucky durch die in diesem Abschnitt gemeinsam verlaufenden U.S. Highways US 60 und US 62 über das Staatsgebiet von Illinois verbunden. Es handelt sich um den einzigen Fall in den Vereinigten Staaten, bei dem zwei benachbarte Bundesstaaten keine direkte Straßenverbindung miteinander haben. US 51 kommt von Norden her als Sycamore Street und Washington Avenue durch Cairo hindurch zur Kreuzung mit US 60 und US 62, östlich der Cairo Mississippi River Bridge. Alle drei Highways führen dann gemeinsam ostwärts über die Cairo Ohio River Bridge hinweg und nach Kentucky hinein in Richtung Wickliffe.
Cairo liegt an der zur Canadian National Railway gehörenden Eisenbahnlinie von New Orleans nach Chicago. Die Bahnstrecke überquert den Ohio River auf der Cairo Rail Bridge. Der Interstate 57 streift Cairo in der nordwestlichen Ecke. Ein Regionalflughafen liegt etwa fünf Kilometer außerhalb von Cairo in nordwestlicher Richtung.
Cairos geographische Koordinaten sind 37° 1′ N, 89° 10′ W. Cairo liegt 96 m über dem Meeresspiegel.
Nach den Angaben des United States Census Bureaus hat die Stadt eine Fläche von 23,6 km²; davon entfallen 5,4 km² (= 22,78 %) auf Gewässer.

## Demografische Daten
| Jahr                     | Einwohner¹ |
| ------------------------ | ---------- |
| 1850                     | 242        |
| 1860                     | 2.188      |
| 1870                     | 6.267      |
| 1880                     | 9.011      |
| 1890                     | 10.324     |
| 1900                     | 12.566     |
| 1910                     | 14.548     |
| 1920                     | 15.203     |
| 1930                     | 13.532     |
| 1940                     | 14.407     |
| 1950                     | 12.123     |
| 1960                     | 9.378      |
| 1970                     | 6.277      |
| 1980                     | 5.931      |
| 1990                     | 4.846      |
| 2000                     | 3.632      |
| 2010                     | 2.831      |
| 2020                     | 1.733      |
| Quelle: US Census Bureau |            |

Zum Zeitpunkt des United States Census 2000 bewohnten 3632 Personen die Stadt. Die Bevölkerungsdichte betrug 198,9 Personen pro km². Es gab 1885 Wohneinheiten, durchschnittlich 103,2 pro km². Die Bevölkerung Cairos bestand zu 35,93 % aus Weißen, 61,70 % Schwarzen oder African American, 0,08 % Native American, 0,72 % Asian, 0,03 % Pacific Islander, 0,36 % gaben an, anderen Rassen anzugehören und 1,18 % nannten zwei oder mehr Rassen. 0,74 % der Bevölkerung erklärten, Hispanos oder Latinos jeglicher Rasse zu sein.
Die Bewohner Cairos verteilten sich auf 1561 Haushalte, von denen in 30,4 % Kinder unter 18 Jahren lebten. 29,3 % der Haushalte stellen Verheiratete, 25,2 % hatten einen weiblichen Haushaltsvorstand ohne Ehemann und 42,3 % bildeten keine Familien. 39,7 % der Haushalte bestanden aus Einzelpersonen und in 17,6 % aller Haushalte lebte jemand im Alter von 65 Jahren oder mehr alleine. Die durchschnittliche Haushaltsgröße betrug 2,26 und die durchschnittliche Familiengröße 3,08 Personen.
Die Stadtbevölkerung verteilte sich auf 30,4 % Minderjährige, 8,1 % 18–24-Jährige, 22,0 % 25–44-Jährige, 21,6 % 45–64-Jährige und 17,9 % im Alter von 65 Jahren oder mehr. Das Durchschnittsalter betrug 36 Jahre. Auf jeweils 100 Frauen entfielen 79,5 Männer. Bei den über 18-Jährigen entfielen auf 100 Frauen 70,2 Männer.
Das mittlere Haushaltseinkommen in Cairo betrug 21.607 US-Dollar und das mittlere Familieneinkommen erreichte die Höhe von 28.242 US-Dollar. Das Durchschnittseinkommen der Männer betrug 28.798 US-Dollar, gegenüber 18.125 US-Dollar bei den Frauen. Das Pro-Kopf-Einkommen in Cairo war 16.220 US-Dollar. 33,5 % der Bevölkerung und 27,1 % der Familien hatten ein Einkommen unterhalb der Armutsgrenze, davon waren 47,0 % der Minderjährigen und 20,9 % der Altersgruppe 65 Jahre und mehr betroffen.

## National Register of Historic Places
Für Cairo sind im National Register of Historic Places drei Einträge verzeichnet:
| Ref.-Nummer | Name                    | Adresse                                                                                | Eintrag am    |
| ----------- | ----------------------- | -------------------------------------------------------------------------------------- | ------------- |
| 79000815    | Cairo Historic District | grob begrenzt durch Park, 33rd, Sycamore, 21st, Cedar und 4th St. sowie den Ohio River | 26. Jan. 1979 |
| 69000053    | Magnolia Manor          | 2700 Washington Ave.                                                                   | 17. Dez. 1969 |
| 73000689    | Old Customhouse         | Washington und 15th St.                                                                | 24. Juli 1973 |

## Söhne und Töchter der Stadt

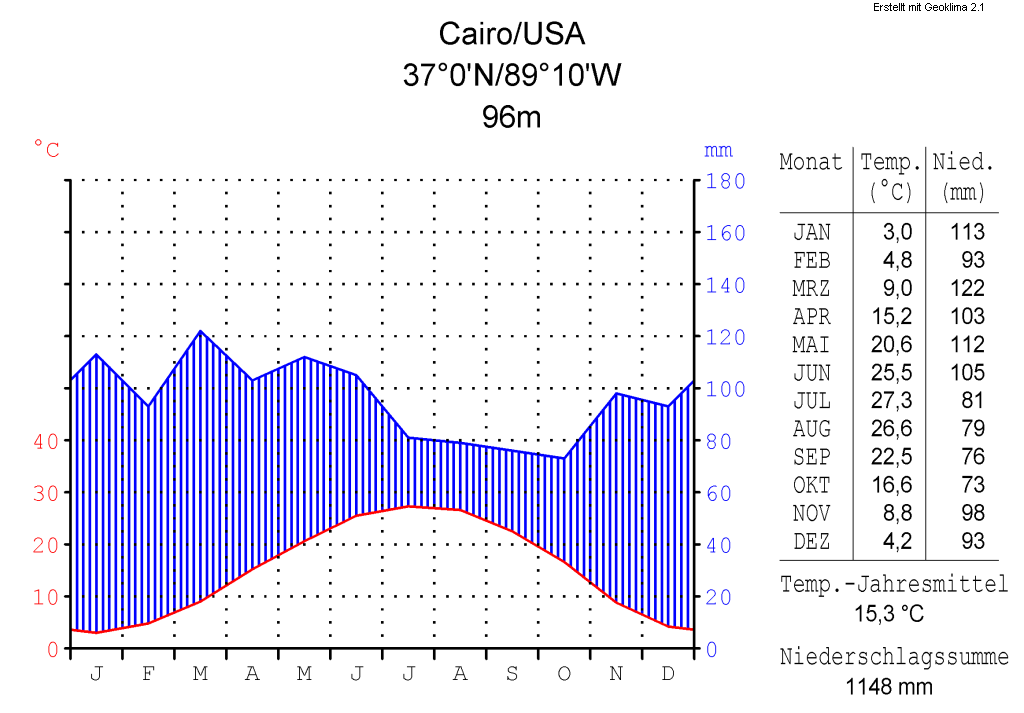
Klimadiagramm von Cairo

- John 'Egyptian' Healy (1866–1899), Baseballspieler
- LeRoy Lutes (1890–1980), Generalleutnant der United States Army
- Rex Ingram (1895–1969), Schauspieler
- Estelle Yancey (1896–1986), Bluessängerin
- Ed Morgan (1904–1980), Baseballspieler
- Caroline Smith (1906–1994), Wasserspringerin und Olympiasiegerin
- Chet Covington (1910–1976), Baseballspieler
- Charles Hayes (1918–1997), Politiker
- Vern Curtis (1920–1992), Baseballspieler
- Ted Joans (1928–2003), Trompeter, Jazz-Poet und Maler
- Gracia Burnham (* 1959), protestantische Missionarin

## Cairo in der Literatur
Cairo ist ein Reiseziel von Huckleberry Finn und seinem Freund Jim in dem bekannten Buch Die Abenteuer des Huckleberry Finn von Mark Twain. Da Cairo in der damaligen Zeit ein großer Flusshafen war, hofften die beiden, dort ein Dampfschiff nach Ohio zu besteigen und damit in die Freiheit zu gelangen.
Von Charles Dickens wurde Cairo 1843 in dessen American Notes unbeschönigt dargestellt. Dickens schrieb ... eine Brutstätte des Leidens, ein hässliches Geschwür, ein Grab ungepriesen von jedem Glanz der Zuversicht: ein Platz ohne eine einzige Qualität in Erde oder Luft oder Wasser, um es zu richten: solch ein Schandmal ist Cairo.
Cairo spielt auch eine Rolle in dem Buch American Gods von Neil Gaiman.